# Reaktorfysik
Reaktorfysik är ett akademiskt ämne som studerar utvinningen av kärnenergi, givit de tekniska förutsättningarna.
Den teoretiska grunden för reaktorfysiken utgörs av neutronfysiken.